# Gymnancylodes psorosella
Gymnancylodes psorosella är en fjärilsart som beskrevs av Hans Georg Amsel 1968. Gymnancylodes psorosella ingår i släktet Gymnancylodes och familjen mott. Inga underarter finns listade i Catalogue of Life.